# Same Old Love
Same Old Love ist ein Lied der US-amerikanischen Sängerin und Schauspielerin Selena Gomez. Es ist die zweite Singleauskopplung aus ihrem zweiten Soloalbum Revival. Es wurde am 10. September 2015 veröffentlicht. Same Old Love befindet sich auf dem Videospiel Just Dance 2016.

## Entstehung und Veröffentlichung

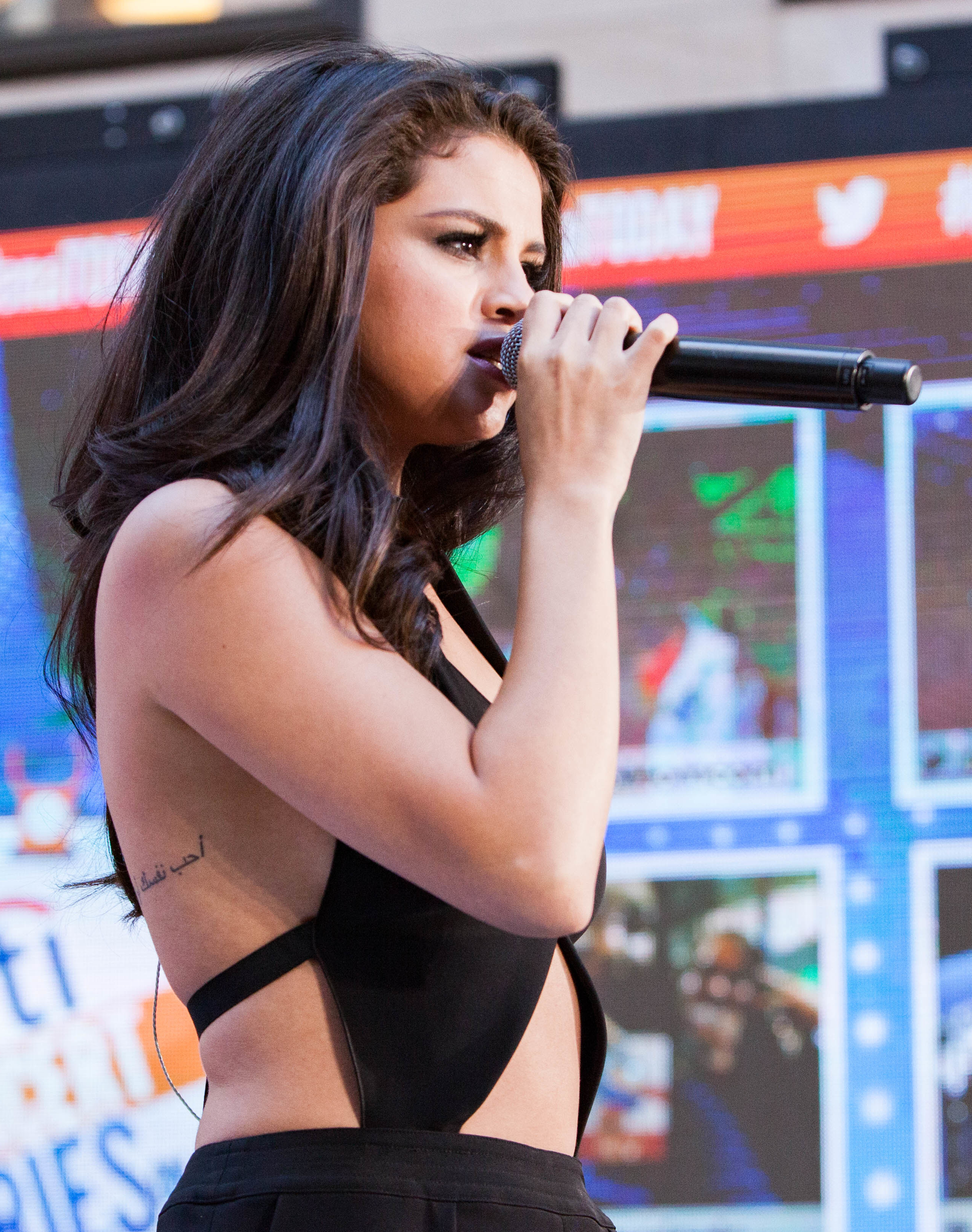
Selena Gomez singt Same Old Love in New York (2015)

Same Old Love wurde von Selena Gomez, Ross Golan, Charli XCX, Tor Erik Hermansen, Mikkel Storleer Eriksen und Benny Blanco geschrieben und von Stargate (für die Zusammenarbeit mit Gomez bekannt als Songwriter bei Come & Get It) produziert. Seine Premiere feierte es ebenfalls am 10. September 2015 bei dem Radiosender 'iHeartRadio'. Anfang August wurde bekannt gegeben, dass Same Old Love die zweite Singleauskopplung sein wird. Wie auch bei ihren vorherigen Veröffentlichungen wird Gomez nachgesagt, dass das Lied von ihrem Ex-Freund Justin Bieber handelt. Erste Ausschnitte aus Same Old Love waren in den Videos zu dem Fan-Event zu hören, welche Gomez via Twitter und YouTube veröffentlichte. Das Cover zu Same Old Love wurde aus dem Musikvideo entnommen. Charli XCX wirkte außerdem als Backing Vocal im Refrain von 'Same Old Love' mit.

## Musikvideo
Das Musikvideo zu Same Old Love wurde in der Nacht vom 15. September 2015 in Downtown Los Angeles gedreht. Es zeigt Gomez in einer eleganten, schwarzen Robe, wie sie die Straßen runter läuft. Einige Fotos vom Dreh verbreiteten sich im Internet. Ein Audio-Video zu Same Old Love wurde am 10. September 2015 auf Vevo veröffentlicht. Am 23. September 2015 wurde das offizielle Video auf Apple-Music veröffentlicht. Es zeigt Ausschnitte aus dem Revival-Event am 16. September 2015.

## Kommerzieller Erfolg

### Chartplatzierungen
| ChartsChartplatzierungen       | Höchstplatzierung | Wochen |
| ------------------------------ | ----------------- | ------ |
| Deutschland (GfK)              | 56 (19 Wo.)       | 19     |
| Österreich (Ö3)                | 66 (5 Wo.)        | 5      |
| Schweiz (IFPI)                 | 47 (21 Wo.)       | 21     |
| Vereinigte Staaten (Billboard) | 5 (28 Wo.)        | 28     |
| Vereinigtes Königreich (OCC)   | 81 (6 Wo.)        | 6      |

| ChartsJahrescharts (2016)      | Platzierung |
| ------------------------------ | ----------- |
| Vereinigte Staaten (Billboard) | 40          |

### Auszeichnungen für Musikverkäufe
| Land/Region                  | Auszeichnungen für Musikverkäufe (Land/Region, Auszeichnung, Verkäufe) | Verkäufe  |
| ---------------------------- | ---------------------------------------------------------------------- | --------- |
| Australien (ARIA)            | 2× Platin                                                              | 140.000   |
| Brasilien (PMB)              | Diamant                                                                | 250.000   |
| Dänemark (IFPI)              | Platin                                                                 | 60.000    |
| Deutschland (BVMI)           | Gold                                                                   | 200.000   |
| Italien (FIMI)               | Platin                                                                 | 50.000    |
| Kanada (MC)                  | 2× Platin                                                              | 160.000   |
| Neuseeland (RMNZ)            | Platin                                                                 | 30.000    |
| Norwegen (IFPI)              | 2× Platin                                                              | 120.000   |
| Österreich (IFPI)            | Gold                                                                   | 15.000    |
| Polen (ZPAV)                 | 2× Platin                                                              | 40.000    |
| Portugal (AFP)               | Gold                                                                   | 5.000     |
| Schweden (IFPI)              | Platin                                                                 | 40.000    |
| Spanien (Promusicae)         | Gold                                                                   | 5.000     |
| Vereinigte Staaten (RIAA)    | 3× Platin                                                              | 3.000.000 |
| Vereinigtes Königreich (BPI) | Gold                                                                   | 400.000   |
| Insgesamt                    | 5× Gold · 15× Platin · 1× Diamant ·                                    | 4.580.000 |

Hauptartikel: Selena Gomez/Auszeichnungen für Musikverkäufe